# Daphnia pulex
A Daphnia pulex é uma espécie de pulga de água que teve a publicação do sequenciamento de seu genoma ocorrida em 2011. Possui o maior número de genes entre todas as espécies já avaliadas, 31 mil, sendo que em humanos este número é de 23 mil. Seu DNA foi mapeado por cientistas do Daphnia Genomics Consortium.